# انگلبرت اندراس
انگلبرت اندراس (به آلمانی: Engelbert Endraß) (۲ مارس ۱۹۱۱ – ۲۱ دسامبر ۱۹۴۱) نظامی آلمانی در دوره رایش سوم بود که در کریگس‌مارینه خدمت و در جریان جنگ جهانی دوم دو او-بوت را فرماندهی کرد.

## خدمت
انگلبرت اندراس روز ۲ مارس سال ۱۹۱۱ در بامبرگ زاده شد. ماه اکتبر سال ۱۹۳۹ در حمله به اسکاپا فلو افسر دیده‌بان و نایبِ ناوسروان گونتر پرین در او-۴۷ بود. مدت کوتاهی بعد فرماندهی او-۴۶ به او سپرده شد. اندراس به یکی از برترین فرماندهان او-بوت بدل گشت و ترفیع تا درجه ناوسروان، ۲۲ کشتی دشمن با مجموع تناژ ۱۲۸٬۸۷۹ تن را غرق کرد. هنگام فرماندهی او-۵۶۷ روز ۲۱ دسامبر سال ۱۹۴۱ در حین تلاش برای غرق کردن ناوهواپیمابر بریتانیایی اودَسیتی مورد حمله خرج‌های عمقی شلیک‌شده از شناورهای محافظ آن قرار گرفت. این او-بوت به همراه تمامی سرنشینان آن در آب‌های شمال شرقی آزور ناپدید شد.

## کتابشناسی
- Mitcham, Samuel W. Jr.; Mueller, Gene (2012). Hitler's Commanders: Officers of the Wehrmacht, the Luftwaffe, the Kriegsmarine, and the Waffen-SS. Rowman & Littlefield. ISBN 978-1-4422-1153-7.